# 아산 선장 FC
선장축구회는 아산시 축구 클럽인 아산 선장 FC(선장축구회)는 충청남도 아산시를 연고로 하고 있는 대한민국 아마추어 축구 클럽이다.
회원 수는 90여명으로 구성되어 있으며 청년부, 중년부, 장년부 3개 부문의 팀으로 운영되고 있다.

## 역사
1997년에 창단하였다.

## 수상 경력
2023년 아산시 생활체육 축구대회 중년부/장년부 동반 우승 
2023년 아산시 슈퍼컵 청년부/장년부 동반 우승 
2022년 아산시 동호인 어울림 생활체육 축구대회 장년부 우승/청년부 준우승 
2022년 아산시 슈퍼컵 중년부/장년부 동반 우승 
2021년 아산시 한마음 축구대회 중년부 우승 
2020년 아산시 한마음 축구대회 청년부/중년부 동반 우승,장년부 3위 
2020년 아산시 슈퍼컵 중년부 우승 
2019년 아산시 슈퍼컵 장년부 우승/중년부 준우승 
2019년 이순신 전국 동호인 축구대회 준우승 
2019년 아산시 협회장기 축구대회 준우승 
2019년 아산시 한마음 축구대회 3위 
2018년 아산시장기축구대회 일반부 우승/장년부 우승 
2018년 아산시 슈퍼컵 중년부 우승/장년부 준우승 
2018년 아산시 협회장기 장년부 우승/청년부 준우승 등 전국축구대회/충청남도 축구대회/아산시 축구대회 등 수십 차례 수상

## 팀 운영
회장 1명/부회장 2명/사무국장/재무/감사2명/고문 등으로 운영진이 구성 되어 있으며, 총감독 산하 청년부/중년부/장년부 감독과 코치가 별도로 선임되어 있음.

## 대표 선수
초/중/고/대/프로구단 등 20여명의 공인 선수 출신 보유 비공인까지 포함 30여명의 선출 보유

## 팀 분위기
가족 및 아이들까지 함께 하는 축구회로 성인 부자가 함께 운동하는 선수들도 다수 있으며 유소년 및 성인 아들과 함께 운동하는 선수도 있음. 엄마와 가족들까지 응원 및 회식 등을 함께하는 팀으로 분위기는 매우 좋음.

## 랭킹
대한축구협회에서 매번 발표하는 KFA 동호인 축구 랭킹에서 아산시 1위, 충남 26위, 전국 687위를 기록하고 있다.